# جنارو بورلی
جنارو بورلی (انگلیسی: Gennaro Borrelli؛ زادهٔ ۱۰ مارس ۲۰۰۰) بازیکن فوتبال است.
از باشگاه‌هایی که در آن بازی کرده‌است می‌توان به باشگاه فوتبال دلفینو پسکارا اشاره کرد.